# Vrydagzynea densa
Vrydagzynea densa är en orkidéart som beskrevs av Rudolf Schlechter. Vrydagzynea densa ingår i släktet Vrydagzynea och familjen orkidéer. Inga underarter finns listade i Catalogue of Life.